# Floor van den Brandt
Floor van den Brandt ('s-Hertogenbosch, 23 november 1990) is een Nederlandse voormalig langebaanschaatsster. Sinds 2019 is ze betrokken als trainster bij Team FrySk. 

## Carrière
Vanaf het seizoen 2006/2007 maakte Van den Brandt deel uit van Jong Oranje. Na een seizoen (2010-2011) bij Team Liga en een jaar (2011-2012) bij het Gewest Fryslân ging ze in 2012 naar Team Corendon waar ze voor de derde keer Peter Kolder als trainer had.
Op 14 februari 2009 won ze als Juniore A het NK Supersprint 2009 op de IJsbaan Twente in Enschede. In het seizoen 2009/10 nam ze deel op de 500 meter op de NK afstanden waar ze op de dertiende plaats eindigde. Op het NK sprint eindigde ze op de twaalfde plaats in het klassement. In maart eindigde ze op de 500 meter op het WK voor junioren op de zesde positie.
In 2013 maakte ze de overstap naar het iSkate Development Team, dat onder de naam Team AfterPay-Athleteshop reed. In het seizoen 2014-2015 blijft zij bij de vrouwenafdeling van het iSkate Development Team, het AfterPay developmentteam.
Tijdens het NK Sprint 2015 wist Van den Brandt zich als derde te plaatsen voor het WK Afstanden in Thialf waar ze de 500 meter rijdt.
Na het seizoen 2018/2019 kondigde ze aan te stoppen als schaatsster en werd Van den Brandt trainster bij Team FrySk.

## Persoonlijke records
| Afstand    | Tijd    | Datum            | Baan           |
| ---------- | ------- | ---------------- | -------------- |
| 500 meter  | 37,76   | 21 november 2015 | Salt Lake City |
| 1000 meter | 1.17,79 | 30 december 2011 | Heerenveen     |
| 1500 meter | 2.04,17 | 23 januari 2012  | Heerenveen     |
| 3000 meter | 4.33,43 | 8 maart 2008     | Heerenveen     |

## Resultaten
| Jaar | NK Afstanden       | NK Sprint                | WK Afstanden | WK Junioren |
| ---- | ------------------ | ------------------------ | ------------ | ----------- |
| 2010 | 13e 500m           | 12e (8e, 15e, 8e, 11e)   |              | 6e 500m     |
| 2011 | 12e 500m           | 13e (12e, 14e, 11e, 14e) |              |             |
| 2012 | 7e 500m 11e 1000m  | 8e (10e, 10e, 10e, 8e)   |              |             |
| 2013 | 12e 500m 20e 1000m | 12e (13e, 14e, 12e, 14e) |              |             |
| 2014 | 9e 500m 18e 1000m  | 8e · (, 13e, 6e, 10e)    |              |             |
| 2015 | 4e 500m 14e 1000m  | 5e · (, 14e, 4e, 12e)    | 9e 500m      |             |
| 2016 | 4e 500m 20e 1000m  | 9e · (7e, 9e, , 11e)     |              |             |
| 2017 | 500m · DNF 1000m   | 4e · (, 4e, , 7e)        | 17e 500m     |             |
| 2018 | 6e 500m 16e 1000m  | 6e · (, 10e, , 7e)       |              |             |
| 2019 | 8e 500m            |                          |              |             |